# Tętnica biodrowo-lędźwiowa
Tętnica biodrowo-lędźwiowa (łac. arteria iliolumbalis) – w anatomii człowieka gałąź ścienna tętnicy biodrowej wewnętrznej odchodząca z tylnego pnia tej tętnicy.
Tętnica biodrowo-lędźwiowa odchodzi wstecznie od pnia tylnego tętnicy biodrowej wewnętrznej, niekiedy jest gałęzią tętnicy pośladkowej górnej. Kieruje się ku górze i bocznie, krzyżuje od tyłu tętnicę biodrową wewnętrzną (lub tętnicę biodrową wspólną), w tym miejscu znajdując się do przodu od pnia nerwowego lędźwiowo-krzyżowego, a ku tyłowi od nerwu zasłonowego. Tętnica kończy się u brzegu przyśrodkowego mięśnia lędźwiowego większego dzieląc się na dwie gałęzie – lędźwiową i biodrową. Przebieg i podział tętnicy biodrowo-lędźwiowej są analogiczne do topografii tętnic lędźwiowych.
Gałąź lędźwiowa (ramus lumbalis) jest odpowiednikiem gałęzi grzbietowej tętnicy lędźwiowej. Kieruje się ku górze do przodu od linii stawowej krzyżowo-biodrowej, a następnie ku tyłowi między wyrostkiem poprzecznym piątego kręgu lędźwiowego, a podstawą kości krzyżowej. Tutaj oddaje gałąź rdzeniową (ramus spinalis) do kanału kręgowego i zespala się z trzecią i czwartą tętnicą lędźwiową. Gałąź lędźwiowa unaczynia mięsień lędźwiowy większy oraz mięsień czworoboczny lędźwi.
Gałąź biodrowa (ramus iliacus) biegnie poprzecznie i bocznie, ku tyłowi od mięśnia lędźwiowego większego i gałęzi splotu lędźwiowego. Następnie, wnikając między mięsień lędźwiowy większy a mięsień biodrowy, dzieli się na kilka gałęzi (unaczyniających głównie mięsień biodrowy), z których jedna jest tętnicą odżywczą do kości biodrowej. Gałąź biodrowa ostatecznie zespala się z gałązkami tętnicy okalającej biodro głębokiej, tworząc łuk tętniczy biodrowy, biegnący poniżej i równolegle do grzebienia biodrowego.